# R̤
R̤ (minuscule : r̤), appelé  R tréma souscrit, est un graphème qui était utilisé dans la romanisation des langues indiennes. Elle est composée de la lettre R diacritée d’un tréma souscrit.

## Utilisation
Le R tréma souscrit était utilisé pour translittérer la lettre télougoue ‹ ఱ ›, la lettre kannada ‹ ಱ ›, la lettre tamoule ‹ ற ›, et la lettre malayalame ‹ റ ›.

## Représentation informatique
Le R tréma souscrit peut être représenté par les caractères Unicode suivant :
- décomposé (latin de base, diacritiques) :
  - capitale R̤ : U+0052 U+0324 ;
  - minuscule r̤ : U+0072 U+0324.

## Sources
- Actes du dixième Congrès international des orientalistes, session de Genève de 1894, 1895. (archive.org)